# Архиповка (Сакмарський район)
Архи́повка (рос. Архиповка) — село у складі Сакмарського району Оренбурзької області, Росія.

## Населення
Населення — 609 осіб (2010; 580 у 2002).
Національний склад (станом на 2002 рік):
- росіяни — 82 %